# 곽연수
곽연수(1967년 3월 18일 ~)는 OB 베어스의 전 야구 선수다.

## 출신 학교
- 보성고등학교
- 동국대학교

## 같이 보기
- 1991년 OB 베어스 시즌